# Pat Nixon
Thelma Catherine "Pat" Ryan Nixon (Nevada, 16. ožujka 1912. – New Jersey, 22. lipnja 1993.) je bila supruga 37. američkog predsjednika Richarda Nixona od 20. siječnja 1969. do 9. kolovoza 1974.